# Macvin du Jura
Der Macvin du Jura ist ein Likörwein. Er ist eine Mischung aus Traubenmost und Marc aus dem Jura. Er verfügt seit dem 14. November 1991 über die geschützte Herkunftsbezeichnung AOC.

## Geschichte
Der Macvin erscheint bereits In Texten des 14. Jahrhunderts und soll auf Rezepte der Äbtissinnen von Château-Chalon zurückgehen. Im Dekret vom 14. November 1991 wurde dem Macvin die geschützte Namensbezeichnung AOC zugestanden.

## Etymologie
Macvin ist seit dem 14. Jahrhundert unter der Bezeichnung Maquevin und Marc-Vin bekannt. Die erste Bezeichnung könnte auf das französische Wort maquer zurückgehen, das so viel wie ‚heiraten‘ bedeutet, während sich die zweite Bezeichnung direkt auf die Zusammensetzung bezieht.

## Produktionsgebiet
Macvin darf in allen Gemeinden hergestellt werden, die dem Weinbaugebiet des Jura angehören. Der Tresterbranntwein und der Traubenmost müssen aus demselben Betrieb stammen. Die Herstellung liegt also jeweils bei einem einzigen Produzenten, die Bestandteile dürfen nicht von anderen Betrieben bezogen und zusammengeführt werden. Dadurch ergibt sich eine Vielzahl verschiedener Sorten, auch wenn nicht alle Produzenten Macvin herstellen.

## Rebsorten
Die Trauben stammen aus fünf Rebsorten, die im Jura angebaut werden. Die weißen Chardonnay und Savagnin dienen zur Herstellung von weißem Macvin, die roten Pinot Noir, Poulsard und Trousseau zur Herstellung von rotem oder rosé Macvin.

## Anbau

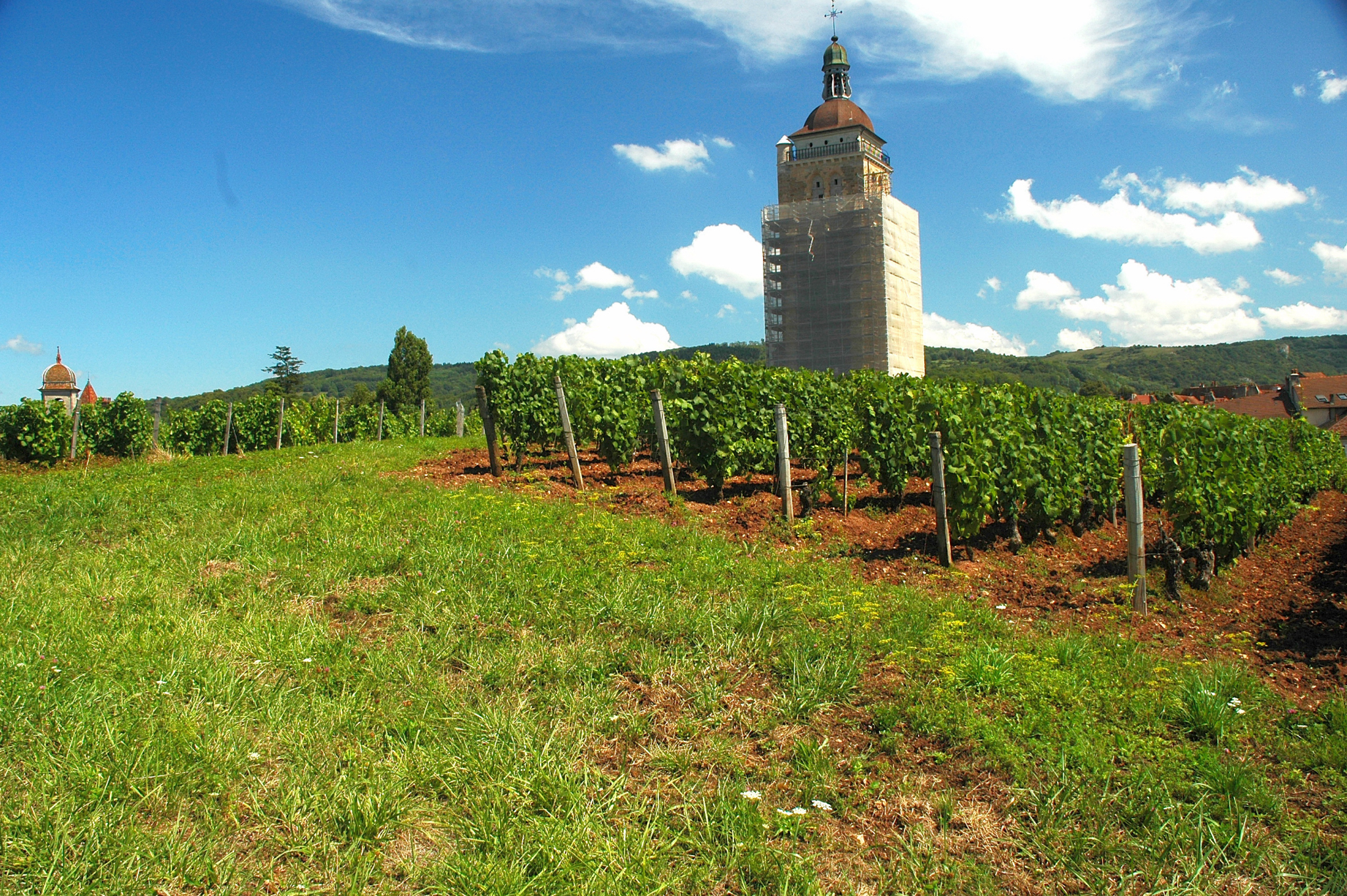
Weinberg im Jura bei Arbois (Jura)

Es müssen mindestens 4000 Rebstöcke pro Hektare gepflanzt werden, bei Terrassenanbau entsprechend mehr, wobei kein Stock mehr als 2,5 m2 Fläche einnehmen darf. Im Weiteren bestehen Vorschriften bezüglich Schnitt und Traubenzahl sowie die Tatsache, dass nicht mehr als 15 % der Rebstöcke tot oder fehlend sein dürfen.

## Ernte und Verarbeitung
Die Trauben müssen mindestens einen Zuckergehalt von 187 g Zucker pro Liter Traubenmost aufweisen, der Ertrag darf 6000 Liter/ha nicht übersteigen.
Der Macvin ist ein Likörwein, der durch die Zugabe von hochprozentigem Alkohol hergestellt wird. Die Zugabe von Alkohol unterbindet die Gärung und damit die Umwandlung des noch vorhandenen Zuckers in Alkohol. Der frische Traubenmost darf leicht angären, es muss jedoch ein Restanteil von 153 Gramm Zucker pro Liter verbleiben, bevor die Gärung durch die Zugabe von Alkohol gestoppt wird. Das Endprodukt darf nicht gefiltert werden, lediglich eine grobe Reinigung ist zulässig.
Der Alkohol stammt vom Marc du Jura, dessen Herstellung ebenfalls reglementiert ist. Der Marc enthält mindestens 52 Volumenprozent Alkohol und wird während mindestens 14 Monaten im Eichenfass gealtert. Die Menge Marc wird so berechnet, dass das Endprodukt zwischen 16 und 22 Volumenprozent Alkohol enthält (Mischverhältnis ungefähr 2/3 Traubenmost zu 1/3 Marc du Jura). Anschließend wird das Endprodukt nochmals mindestens ein Jahr im Eichenfass gelagert, bevor es in Flaschen abgezogen und verkauft werden darf.

## Endprodukt
Der Macvin ist ein Likörwein, der durch Gärung des Mostes zustande kommt. Die Produktion umfasst rund 3 % der AOC-Produktion im Jura, die dritte kontrollierte Namensbezeichnung für Wein, die in Frankreich vergeben wurde, und die vorletzte, die für den Jura vergeben wurde.
Erst nach einigen Jahren im Eichenfass entwickelt der Macvin sein volles Traubenaroma und gewinnt durch die Reifung an Feinheit, Zartheit und Geschmack. Es gibt weißen, roten oder rosé Macvin je nach Traubensorte, die für den Most verwendet wird. Er wird kühl getrunken, 6 bis 8°, um sein volles Aroma zu entwickeln, und kann über mehrere Jahre gelagert werden.

## Einzelbelege
1. ↑   Le petit futé, Jura, Autoren: Dominique Auzias und Jean Paul Labourdette, Ausgabe 2014/2015, Seite 31
2. ↑  Dekret des französischen Ministerpräsidenten vom 14. November 2009